# Eduard Schäubli
Eduard Scheuble, seit 1889 Eduard Schäubli (* 2. März 1866 in Lienheim in Baden; † 15. November 1923 in Bassersdorf), heimatberechtigt seit 1889 in Nürensdorf, war ein deutsch-schweizerischer Lehrer, Unternehmer und Politiker.

## Leben

### Familie
Eduard Schäubli war der Sohn des Textilarbeiters Josef Scheuble und dessen Ehefrau Ursula (geb. Hügli).
Er war in erster Ehe mit Barbara Lina (geb. Wegmann) und in zweiter Ehe mit Elise (geb. Hess, verw. Fischer) verheiratet; er hatte mehrere Kinder.
1889 benannte er sich in Schäubli um.
Im Jahre 1896 errichtete er am Stiegweg in Bassersdorf sein Wohnhaus Zum Freieck.

### Werdegang
Eduard Schäubli kam 1872 mit seinen Eltern von Deutschland in die Schweiz und wuchs in ärmlichen Verhältnissen in Bülach auf.
Er besuchte das Lehrerseminar in Küsnacht (siehe Kantonsschule Küsnacht) und war von 1887 bis 1892 als Lehrer in Nürensdorf sowie in Wallisellen tätig.
1891 war er Mitgründer und Redaktor der Wochenzeitung Die Glatt als politisches Organ und Anzeiger, die in der Buchdruckerei Schwarz in Bassersdorf gedruckt wurde. In der Firma Schäubli und Bühler, die von Buchdrucker Bühler nach dem Kauf der Druckerei Schwarz gegründet worden war, war Eduard Schäubli für die redaktionelle Führung und Herausgabe der Zeitschrift Illustrirte Schweizer Familie  als Beilage zur Glatt verantwortlich. Nach Streitigkeiten trennten sich die beiden und Schäubli erhielt die Schweizer Familie zugesprochen, musste diese jedoch auswärts drucken lassen. 1899 liess er neben seinem Wohnhaus in Bassendorf eine einstöckige Druckerei bauen, um die Schweizer Familie wieder selber drucken zu können. Er gab dem Haus den Namen Gutenberg, nach dem Buchdruck-Erfinder.

### Politisches und gesellschaftliches Wirken
Eduard Schäubli war Mitglied der Linksdemokraten, gehörte aber später zu den Grütlianern und der Sozialdemokratischen Partei.
Von 1905 bis 1915 war er im Gemeinderat in Bassersdorf vertreten und wurde Präsident der Sekundarschulpflege.
Er war von 1907 bis 1920 im Zürcher Kantonsrat und gehörte vom 2. Dezember 1919 bis zum 3. Dezember 1922 in der sozialdemokratischen Fraktion dem Nationalrat an; er verzichtete 1922 auf eine Wiederwahl, weil er von den radikalen Sozialisten wegen seiner Treue zu den Grütlianern angefeindet wurde.
Eduard Schäubli gehörte als Mitglied der Aufsichtkommissionen des Lehrerseminars Küsnacht, der zürcherischen Strafanstalt und des kantonalen Elektrizitätswerks an.
Er verfasste als Turninspektor in Bassersdorf eine Anleitung zum Turnunterricht.
Dem Schulreisefond des Lehrerseminars Küsnacht vererbte er 2.000 Schweizer Franken.

## Schriften (Auswahl)
- Zusammenstellung von Ordnungs-, Frei- , Stab- und Geräteübungen für die Primar- und Sekundarschulen des Bezirks Bülach.